# Interleptomesochra noodti
Interleptomesochra noodti is een eenoogkreeftjessoort uit de familie van de Ameiridae. De wetenschappelijke naam van de soort is voor het eerst geldig gepubliceerd in 1968 door Galhano.